# Colours of Ostrava 2022
Colours of Ostrava 2022 (česky Barvy Ostravy 2022) byl 19. ročník multižánrového hudebního festivalu Colours of Ostrava. Konal se od 13. do 17. července 2022 v Dolní oblasti Vítkovice v Ostravě. Festival pořádala společnost Colour Production. Program probíhal na devatenácti scénách a měl přes 350 programových bodů. Tradiční součástí festivalu byl i Meltingpot.
Tradiční podoba festivalu se vrátila poprvé od pandemie covidu-19. V roce 2020 se konal tzv. NeFestival Colours of Ostrava pro maximálně 1 000 pro návštěvníků, po druhém dni byl však zrušen z důvodu snížení povolené kapacity hromadných akcí ze strany Krajské hygienické stanice v Ostravě. V roce 2021 se festival neuskutečnil vůbec.

## Účastníci
Tohoto ročníku se zúčastnili tito umělci (neúplný seznam):
- Twenty One Pilots (Spojené státy)
- The Killers (Spojené státy)
- Martin Garrix (Nizozemí)
- LP (Spojené státy)
- Franz Ferdinand (Skotsko)
- Kings of Convenience (Norsko)
- Sam Ryder (Spojené království)
- Bazzookas (Nizozemí)
- Cirk La Putyka (Česko)
- Meduza (Itálie)
- Balaklava Blues (Kanada, Ukrajina)
- Princess Nokia (USA)
- Wardruna (Norsko)
- Larkin Poe (Spojené státy)
- Phoebe Bridgers (Spojené státy)
- Bazzookas (Nizozemsko)
- Hiromi (Japonsko)
- Marina Satti & Fonés (Řecko)
- Darkstar (Spojené království)
- The Tune (Jižní Korea)
- Tindersticks (Spojené království)
- Voice of Baceprot (Indonésie)

Na Meltingpotu vystoupili například:
- Dana Drábová (Česko)
- Wim Hof (Nizozemí)
- Karel Janeček (Česko)
- Věra Jourová (Česko)
- Karel „Kovy“ Kovář (Česko)
- Tomáš Macura (Česko)
- MenT (Česko)
- Eva Samková (Česko)
- Anna Šulc (Česko)
- Tshering Tobgay (Bhútán)
- Alexandr Vondra (Česko)
- Ivo Vondrák (Česko)
- Lubomír Zaorálek (Česko)
- Alena Zárybnická (Česko)